# Сеславиці
Сеславиці (пол. Siesławice) — село в Польщі, у гміні Бусько-Здруй Буського повіту Свентокшиського воєводства.
Населення — 894 особи (2011).
У 1975-1998 роках село належало до Келецького воєводства.

## Демографія
Демографічна структура на день 31 березня 2011 року:
|          | Загалом | Допрацездатний вік | Працездатний вік | Постпрацездатний вік |
| -------- | ------- | ------------------ | ---------------- | -------------------- |
| Чоловіки | 438     | 87                 | 310              | 41                   |
| Жінки    | 456     | 77                 | 284              | 95                   |
| Разом    | 894     | 164                | 594              | 136                  |